# Hajrockor
Hajrockor eller gitarrfiskar (Rhinobatidae) är en familj av broskfisk som är släkt med hajar och rockor. Taxonomiskt är de rockor eftersom gälarna sitter på undersidan, men till skillnad från andra rockor är huvudet trekantigt i stället för runt och de har en tydligt hajliknande stjärt.
Arter i denna familj lever huvudsaklig i tropiska regioner av större hav men ibland påträffas de även i angränsande områden med bräckt vatten.
Familjens medlemmar har flera små tänder i käkarna. Hajrockor har två ryggfenor och den första ryggfenan ligger bakom bukfenorna. Deras stjärtfena är inte förminskad. Arterna saknar en tagg i svansen. På ryggens mittlinje finns en rad av små knölar. De största exemplaren är 1,7 meter långa.
Äggen kläcks inuti honans kropp och hon föder levande ungar. Arterna har blötdjur och kräftdjur som föda som de hittar på havets botten. Födan kompletteras med små fiskar.

## Släkten
- Acroteriobatus
- Aptychotrema (skovelnosrockor)
- Glaucostegus
- Rhinobatos (gitarrfiskar)
- Tarsistes
- Trygonorrhina (fiolrockor)
- Zapteryx